# Eagles Mere
Eagles Mere é um distrito localizado no estado norte-americano de Pensilvânia, no Condado de Sullivan.

## Demografia
Segundo o censo norte-americano de 2000, a sua população era de 153 habitantes.
Em 2006, foi estimada uma população de 148, um decréscimo de 5 (-3.3%).

## Geografia
De acordo com o United States Census Bureau tem uma área de
5,8 km², dos quais 5,3 km² cobertos por terra e 0,5 km² cobertos por água. Eagles Mere localiza-se a aproximadamente 310 m acima do nível do mar.

## Localidades na vizinhança
O diagrama seguinte representa as localidades num raio de 24 km ao redor de Eagles Mere.